# Anolis quaggulus
Anolis quaggulus — вид ігуаноподібних ящірок родини анолісових (Dactyloidae). Мешкає в Центральній Америці.

## Поширення і екологія
Anolis quaggulus мешкають на сході Гондурасу, в Нікарагуа і Коста-Риці. Вони живуть у вологих рівнинних і гірських тропічних лісах, на висоті від 10 до 1700 м над рівнем моря. Живляться дрібними безхребетними.